# Waldkirch

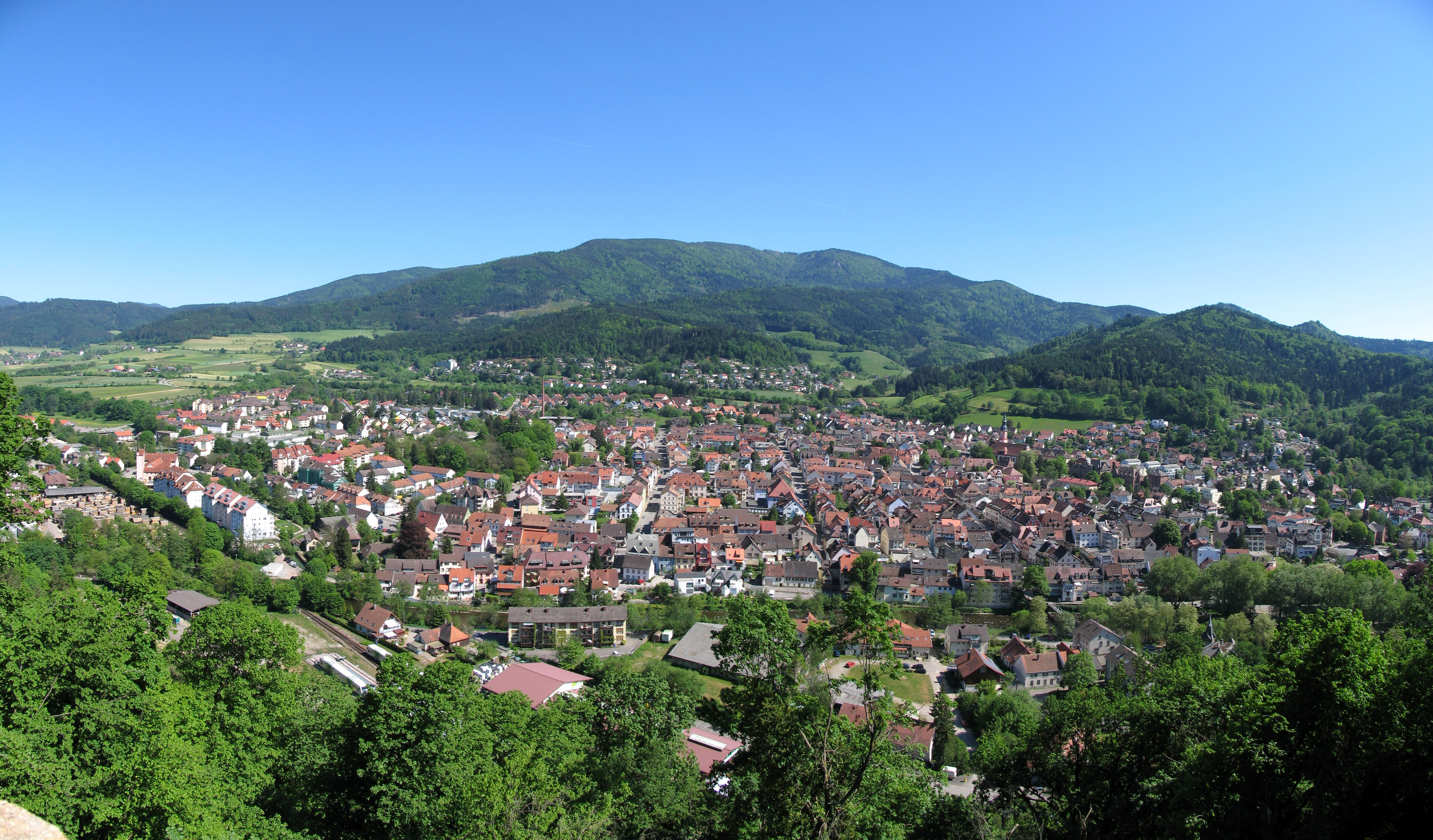
Waldkirch von der Kastelburg aus im Frühling…

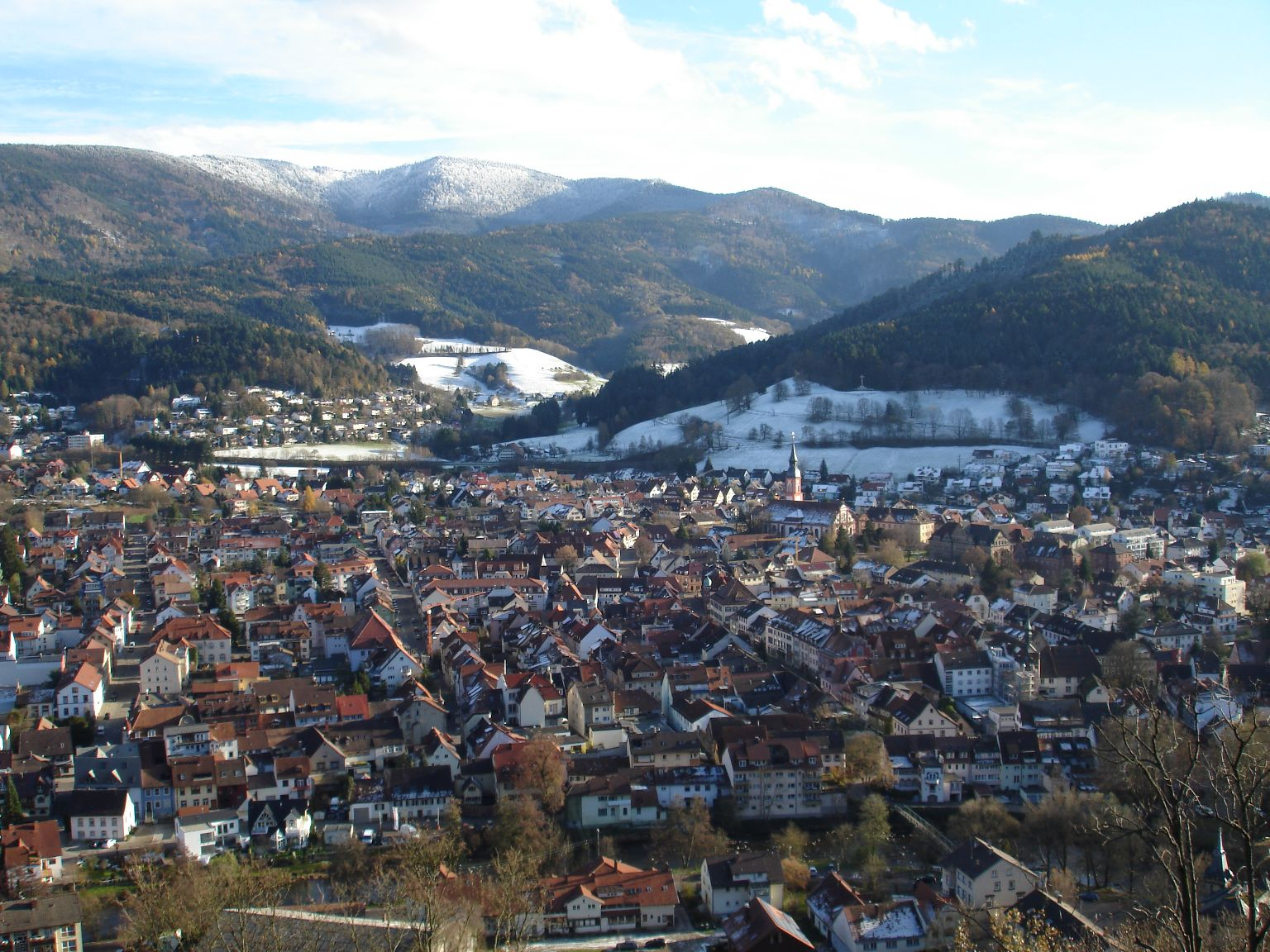
…und im Winter, im Hintergrund der Kandel

Waldkirch ist eine Große Kreisstadt im Breisgau in Baden-Württemberg und entstand am 1. Januar 1975 durch den Zusammenschluss der vormals selbständigen Gemeinden Buchholz, Kollnau und Waldkirch. Waldkirch liegt etwa zehn Kilometer östlich von Emmendingen und etwa 16 Kilometer nordöstlich von Freiburg im Breisgau.

## Geographie

### Geographische Lage
Die Stadt liegt an der Elz im südwestlichen Teil des Schwarzwaldes. Die Nachbargemeinden im Elztal taleinwärts sind Freiamt und Gutach im Breisgau, im südöstlich abzweigenden Simonswälder Tal Simonswald. Gemarkungsgrenzen bestehen zudem zu St. Peter und Glottertal. Talauswärts grenzt Waldkirch an Denzlingen und Sexau. Waldkirch liegt direkt am Fuße des 1241 Meter hohen Kandels. Der tiefste Punkt von Waldkirch liegt bei 243 m, der Höhenunterschied auf der Gemarkung beträgt damit 998 Meter.
Bedingt durch die Lage im Oberrheingraben kommt es gelegentlich zu kleineren Erdbeben. Das letzte größere Beben mit einer Stärke von 5,4 auf der Richterskala ereignete sich am 5. Dezember 2004, das Epizentrum lag unter dem Kandelmassiv.

### Stadtgliederung
Zur Stadt Waldkirch gehören die Stadtteile Buchholz, Kollnau, Siensbach einschließlich des Siensbacher Weges, Suggental sowie Waldkirch. Die räumlichen Grenzen der Stadtteile sind identisch mit den Grenzen der ehemaligen Gemeinden gleichen Namens. Mit Ausnahme des Stadtteils Waldkirch erfolgt die offizielle Benennung der Stadtteile durch den vorangestellten Namen der Stadt und, mit Bindestrich verbunden und nachgestellt, den Namen des jeweiligen Stadtteils. Die Stadtteile Buchholz, Kollnau, Siensbach einschließlich des Siensbacher Weges sowie Suggental sind Ortschaften im Sinne der baden-württembergischen Gemeindeordnung mit jeweils einem von den Wahlberechtigten bei Kommunalwahlen direkt zu wählenden Ortschaftsrat und Ortsvorsteher als dessen Vorsitzenden eingerichtet. In den Ortschaften befinden sich jeweils Verwaltungsstellen mit der Bezeichnung „Stadt Waldkirch – Ortsverwaltung…“.
Zum Stadtteil Buchholz gehören das Dorf Buchholz und der Weiler Batzenhäusle. Zum Stadtteil Kollnau gehören das gleichnamige Dorf sowie die Höfe Harnischwald, Kohlenbach und Übental. Zum Stadtteil Siensbach einschließlich des Siensbacher Weges gehören die Weiler Obertal (Dobel), Untertal und Zinken, die Höfe Biehl und Mühletal sowie die Wohnplätze Beim Rechen und Eichbühl. Zum Stadtteil Waldkirch gehören die gleichnamige Stadt, der Weiler Heimeck, die Höfe Dettenbach, Eschbach, Petershöfe und Wegelbach sowie die Wohnplätze Altersbach, Forstsiedlung und Kandelrasthaus. Im Stadtteil Waldkirch lagen die in Waldkirch aufgegangene Ortschaft Stahlhof, die bis 1936 mit den Ortsteilen Dettenbach, Heimeck, Petershöfe und Wegelbach eine eigene Gemarkung bildete, die Burgen Kastelburg und Schwarzenburg sowie die abgegangenen Burgen Küchlinsburg (der Herren Küchlin) und Kyffelburg und die abgegangene Ortschaft Weiler.

### Klima
Der Köppen-Klimatyp ist die warm-feucht gemäßigte Klimazone (Ozeanisches Klima).
|                        | Jan  | Feb  | Mär  | Apr  | Mai  | Jun  | Jul  | Aug  | Sep  | Okt  | Nov  | Dez |   |      |
| Mittl. Temperatur (°C) | 3,4  | 4,8  | 6,9  | 10,5 | 14,7 | 19,2 | 21,1 | 20,0 | 15,5 | 10,7 | 6,4  | 4,1 | ⌀ | 11,5 |
| Mittl. Tagesmax. (°C)  | 6,2  | 8,1  | 12,8 | 17,0 | 20,7 | 25,4 | 27,5 | 26,4 | 22,6 | 16,3 | 10,7 | 7,9 | ⌀ | 16,8 |
| Mittl. Tagesmin. (°C)  | −1,1 | −0,4 | 1,3  | 3,7  | 8,4  | 12,9 | 13,8 | 13,0 | 9,2  | 5,6  | 2,1  | 0,3 | ⌀ | 5,8  |
|                        |      |      |      |      |      |      |      |      |      |      |      |     |   |      |
| Niederschlag (mm)      | 63   | 44   | 43   | 69   | 119  | 93   | 47   | 73   | 52   | 47   | 55   | 44  | Σ | 749  |
|                        |      |      |      |      |      |      |      |      |      |      |      |     |   |      |
| Sonnenstunden (h/d)    | 2,7  | 3,5  | 4,0  | 5,8  | 6,5  | 8,4  | 7,8  | 7,2  | 5,7  | 3,8  | 2,4  | 2,0 | ⌀ | 5    |
|                        |      |      |      |      |      |      |      |      |      |      |      |     |   |      |
| Regentage (d)          | 17   | 13   | 14   | 13   | 15   | 14   | 12   | 13   | 11   | 12   | 13   | 14  | Σ | 161  |

| −1,1 |

| −0,4 |

| 1,3 |

| 3,7 |

| 8,4 |

| 12,9 |

| 13,8 |

| 13,0 |

| 9,2 |

| 5,6 |

| 2,1 |

| 0,3 |

| −1,1 |

| −0,4 |

| 1,3 |

| 3,7 |

| 8,4 |

| 12,9 |

| 13,8 |

| 13,0 |

| 9,2 |

| 5,6 |

| 2,1 |

| 0,3 |

## Geschichte
Die ältesten Quellen Waldkirchs beziehen sich auf die Gründung des Frauenklosters St. Margarethen durch den schwäbischen Herzog Burchard II. um das Jahr 918. Die Ansiedlung stand später unter dem Schutz der Schwarzenberger, die die Kastelburg und Schwarzenburg erbauten sowie die Ansiedlung im 13. Jahrhundert mit einer Stadtmauer befestigten.
Am 8. August 1300 wurde Waldkirch von den Schwarzenberger Vögten das Stadtrecht verliehen. 1459 erbten die von Rechberg, 1546 Sebastian von Ehingen und 1560 Hans Raphael von Reischach die Vogtei. 1567 kaufte Erzherzog Ferdinand von Österreich die Herrschaft Schwarzenberg mit der Stadt Waldkirch. Bis 1805 war Waldkirch vorderösterreichische Amtsstadt. Dann fiel es an das Großherzogtum Baden, wo es bis 1936 Amtsstadt des gleichnamigen Amtsbezirks war. Seither gehört es zum Landkreis Emmendingen.
In der Zeit von 1933 bis 1945 existierten, neben einer NSDAP-Ortsgruppe, in Waldkirch sowohl ein SA- als auch ein SS-Sturm. Der SS-Sturm wurde unter anderem von dem damals in Waldkirch wohnhaften und für die spätere Tötung der litauischen Juden Hauptverantwortlichen Karl Jäger gegründet.
Am 11. Juni 1939 wurde die damalige Grund- und Hauptschule umbenannt in Paul-Mauk-Schule, einem von der NS-Propaganda gefeierten Schüler, der als jüngster gefallener Soldat auf deutscher Seite im Ersten Weltkrieg gilt. 1946 wurde die Schule dann als Volksschule in Schwarzenbergschule Waldkirch umbenannt. Heute erinnert eine Gedenktafel vor der Schule an diese Episode der Schulgeschichte.
Weitere Zeugnisse der NS-Zeit in Waldkirch sind unter anderem das Kriegerdenkmal in Kollnau sowie die bei der Renovierung überdeckten NS-Propaganda-Wandbilder des Künstlers Schroeder-Schoenenberg im Waldkircher Rathaus.
Zum ersten Bürgermeister nach der Niederlage des Nazi-Faschismus ernannte die französische Besatzungsmacht den Maler und Grafiker Georg Scholz.
Nach dem Zweiten Weltkrieg, den die Stadt weitgehend unbeschädigt überstand, gehörte Waldkirch zum Bundesland (Süd-)Baden und wurde so 1952 Teil des neugebildeten Bundeslandes Baden-Württemberg.

### Gemeindereform
Im Zuge der Gemeindereform entstand zum 1. Januar 1975 die heutige Stadt Waldkirch als Rechtsnachfolger der aufgelösten Gemeinden Buchholz, Kollnau und Stadt Waldkirch.
Die Gemeindereform in Baden-Württemberg hatte 1968 begonnen mit dem Ziel, durch Zusammenlegungen und Eingliederungen leistungsfähigere Gemeinden zu schaffen; die Zahl der Gemeinden sollte dabei auf ein Drittel sinken und Gemeinden mindestens 2000 Einwohner haben. So schloss die Gemeinde Suggental (1970: 351 Einwohner) formal freiwillig eine Vereinbarung zur Eingliederung in die Stadt Waldkirch, die zum 1. Juli 1971 wirksam wurde. Die Gemeinde Siensbach (1970: 629 Einwohner) folgte zum 1. Januar 1973.
Die Zielplanung zur Gemeindereform 1973 sah die Zusammenlegung von Buchholz (1970: 1726 Einwohner), Kollnau (4687 Einwohner) und Waldkirch (11.172 Einwohner) vor. Die vom Gesetz vorgesehene Bürger-Anhörung wurde am 20. Januar 1974 in allen drei Gemeinden durchgeführt und ergab sowohl in Buchholz wie in Kollnau eine Ablehnung des Zusammenschlusses von mehr als 90 % bei Beteiligung von jeweils über 80 %, in Waldkirch eine Zustimmung bei nur geringer Teilnahme. Dennoch bestimmte der Entwurf zum Gemeindereform-Gesetz vom 15. Februar 1974 den Zusammenschluss, berücksichtigte die Ablehnung jedoch durch die Festlegung des Doppelnamens Waldkirch-Kollnau für die neu zu bildende Stadt. Der Landtag stimmte dem Gesetz am 4. Juli 1974 endgültig zu.
Entsprechend der Vorgabe des Gemeindereformgesetzes schlossen die noch selbständigen Gemeinden im November 1974 eine Vereinbarung zum Zusammenschluss ab, in der Waldkirch als Name der neuen Stadt festgelegt wurde. Für alle Stadtteile, außer dem Stadtteil Waldkirch, wurde die Ortschaftsverfassung beschlossen und die Unechte Teilortswahl garantierte den Stadtteilen eine festgelegte Anzahl von Gemeinderatssitzen.

### Große Kreisstadt
Am 1. Januar 2009 wurde Waldkirch zur Großen Kreisstadt erhoben.

## Politik

### Gemeinderat
Bis zur Gemeinderatswahl 2004 galt die Unechte Teilortswahl, das Gemeindegebiet war entsprechend in Wohnbezirke gegliedert.
Die Kommunalwahl am 9. Juni 2024 führten zu folgendem Ergebnis (G/V: Gewinn/Verlust im Vergleich zu 2019):

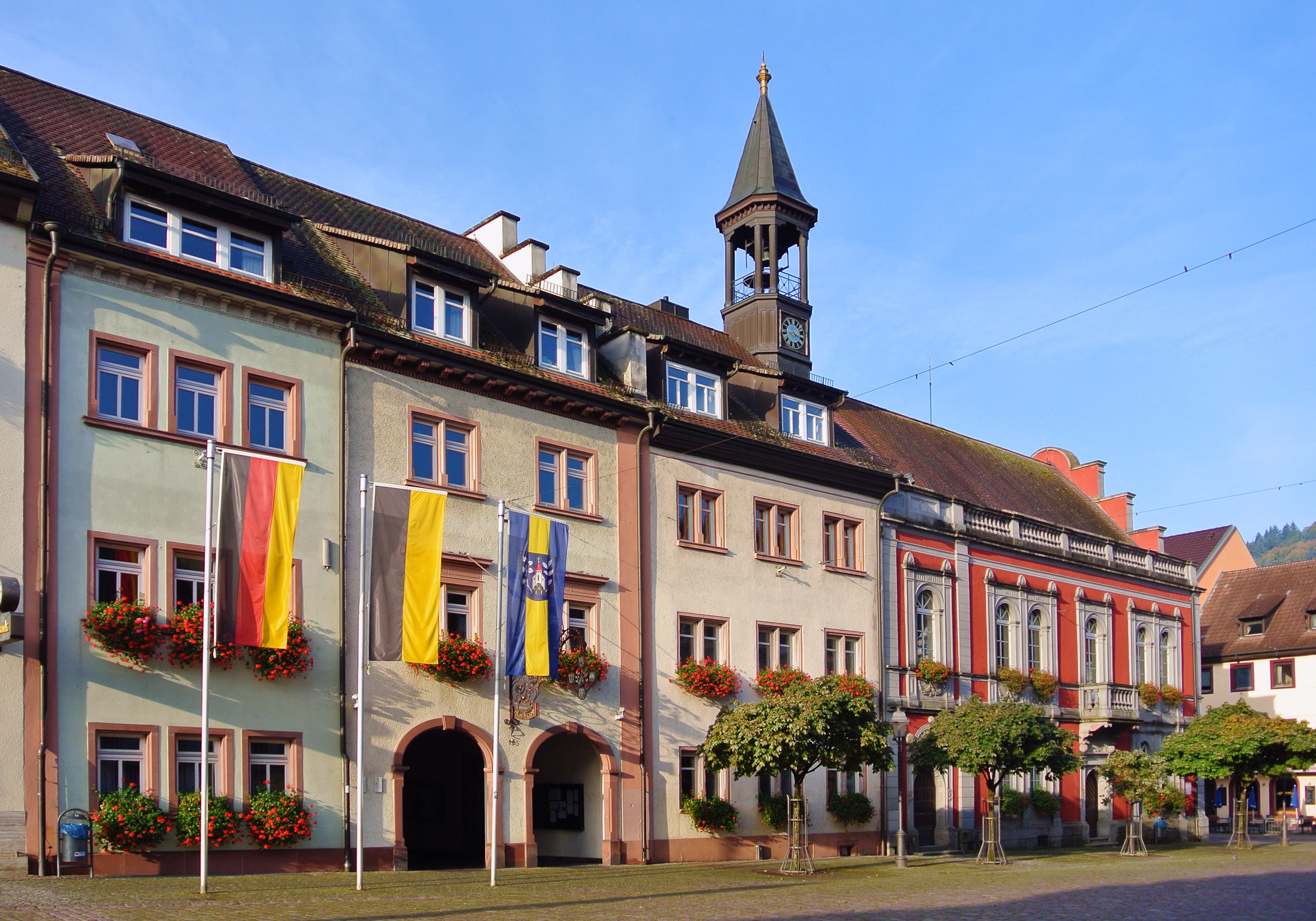
Rathaus Waldkirch

| Partei / Liste           | Stimmenanteil | G/V %p | Sitze | G/V |
| SPD                      | 22,8 %        | − 3,8  | 6     | ± 0 |
| CDU                      | 24,8 %        | − 0,7  | 6     | − 1 |
| FDP                      | 02,6 %        | − 0,8  | 1     | + 1 |
| Die Offene Liste / Grüne | 23,8 %        | − 0,9  | 6     | ± 0 |
| Freie Wähler             | 26,2 %        | + 7,2  | 7     | ± 0 |

### Bürgermeister und Oberbürgermeister
Bürgermeister der Stadt Waldkirch (bis 1974):
| Dauer der Amtszeit               | Name                     | Bemerkung          |
| -------------------------------- | ------------------------ | ------------------ |
| 1803–1817                        | Mathias Ringwald         |                    |
| 1817–1835                        | Johann Reisky            |                    |
| 1835–1836                        | P. Brand                 |                    |
| 1836–1842                        | Mathias Fehrenbach       |                    |
| 1842–1845                        | Georg Ehrhard            |                    |
| 1845–1861                        | Heinrich Hoch            |                    |
| 1861–1866                        | Josef Joerger            |                    |
| 1866–1876                        | Heinrich Weiß            |                    |
| 1876–1879                        | Adolf Joerger            |                    |
| 1879                             | Christian Weber          | war 20 Tage im Amt |
| 1880–1887                        | Xaver Weiss              |                    |
| 1887–1897                        | Johann Seufert           |                    |
| 1897–1919                        | Albert Schill            |                    |
| 1919–1933                        | Carl Eberle, Zentrum     |                    |
| 1933–1945                        | Max Kellmayer, NSDAP     |                    |
| 25 April – 18. Juli 1945         | Stanislaus Göppert       |                    |
| 18. Juli – 22. September 1945    | Carl Eberle, Zentrum/CDU |                    |
| 22. September – 18. Oktober 1945 | Georg Schindler          |                    |
| 18. Oktober – 27. November 1945  | Georg Scholz             |                    |
| 1945 – 4. Februar 1946           | Max Kahle, SPD           |                    |
| 1946 – 22. März 1947             | Otto Mutschler, BCSV     |                    |
| 23. März – 25. April 1947        | Ernst Oschwald, SPD      |                    |
| 1947–1948                        | Adolf Wolfsperger        |                    |
| 1948–1970                        | Ernst Prestel, CDU       |                    |
| 1970–1974                        | Hugo Eisele, CDU         |                    |

Bürgermeister und Oberbürgermeister der am 1. Januar 1975 neu gebildeten Stadt Waldkirch:
| Jahr       | Name                                               |
| ---------- | -------------------------------------------------- |
| 1975–1983  | Hugo Eisele, CDU (anfangs als Amtsverweser)        |
| 1983–2015  | Richard Leibinger, SPD (ab 2009 Oberbürgermeister) |
| 2015–2023  | Roman Götzmann, SPD                                |
| 0seit 2023 | Michael Schmieder, parteilos                       |

Bei der Bürgermeisterwahl am 12. März 2023 wurde der parteilose Schmieder mit 56,6 Prozent der Stimmen zum Bürgermeister gewählt. Amtsinhaber Götzmann erhielt 43,1 Prozent der Stimmen.

### Wappen

Seit 1976 gültiges Wappen

Altes Wappen von Waldkirch

#### Beschreibung
Das Wappen von Waldkirch ist ein sprechendes Wappen. Es zeigt in Blau einen schwarzen Sechsberg, auf dem in Silber eine Kirche mit rotem Dach und goldenem Kreuz steht. Umrahmt wird diese Anordnung auf der rechten Flanke von einem silbernen Lindenzweig und auf der linken Flanke von einem silbernen Eichenzweig.
Die Kirche zwischen Linden- und Eichenzweig versinnbildlicht den Stadtnamen. Der Sechsberg stammt aus dem Wappen der Herren von Schwarzenberg. Das Wappen basiert auf dem ältesten bekannten Siegel aus dem 13. Jahrhundert und wurde der Stadt am 5. Mai 1976 verliehen.

#### Altes Wappen
Zwischen 1634 und 1976 verwendete die Stadt ein Wappen ohne den Sechsberg. Von Blau und Grün geteilt, auf der Hauptstelle eine Doppelturmkirche, rechts und links gesäumt von zwei silbernen Bäumen. Im Schildfuß sind drei weitere silberne Bäume dargestellt.

#### Wappen der Ortsteile

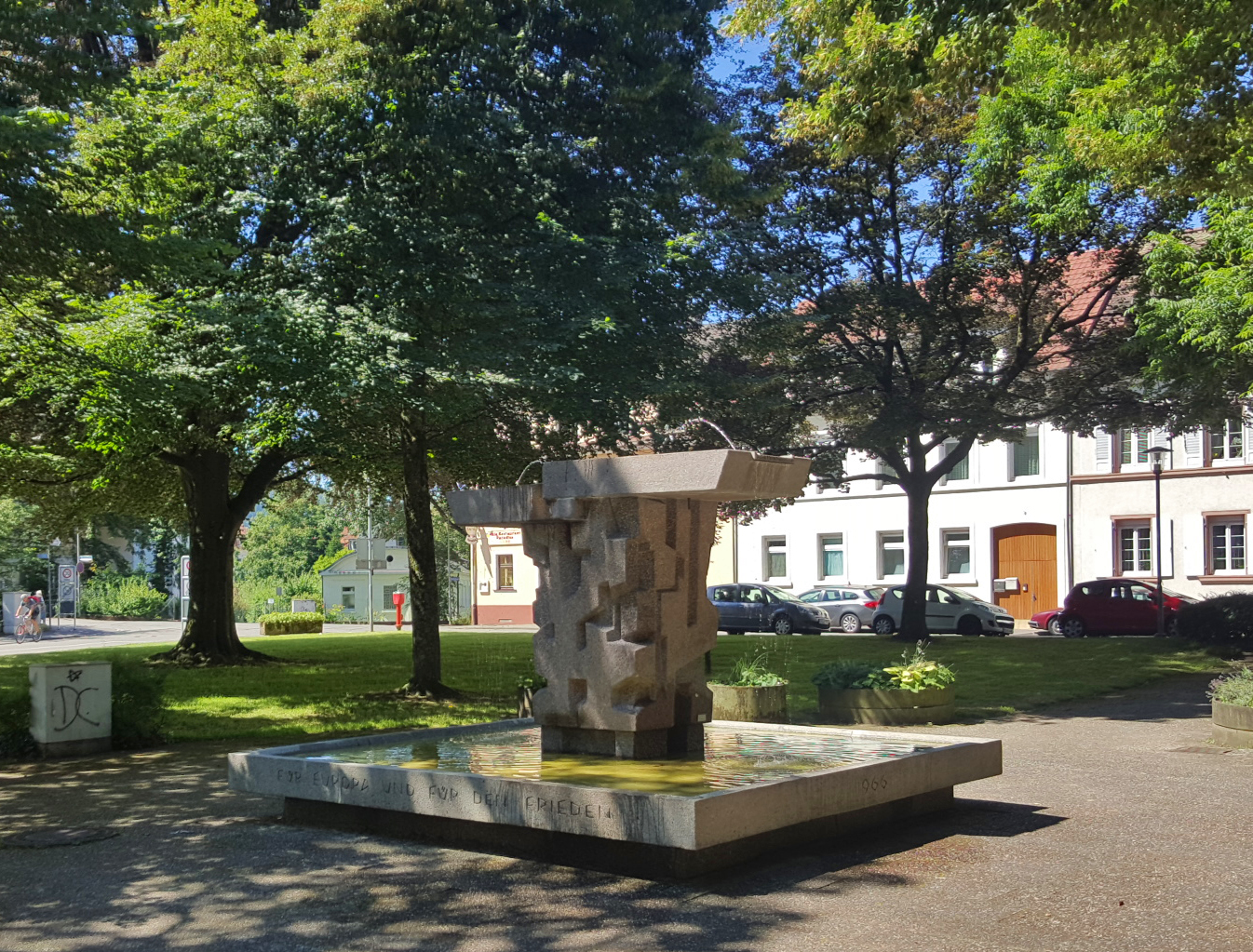
Der Europabrunnen trägt die Namen von Waldkirchs Partnerstädten.

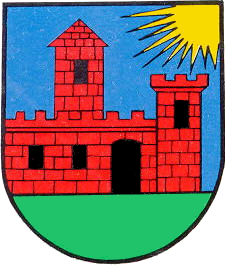
Kollnau
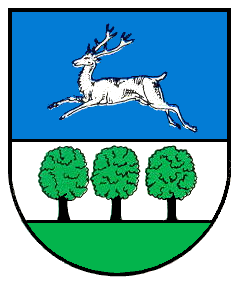
Buchholz
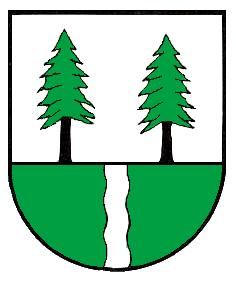
Siensbach
Suggental

### Städtepartnerschaften
- Sélestat, Frankreich (seit 1966)
- Chavanay, Frankreich (seit 1993, geschlossen von Buchholz)
- Liestal, Schweiz (seit 1989)
- Montignies-sur-Sambre, Belgien (seit 1974)
- Worthing, Vereinigtes Königreich (seit 1997)
- Korjukiwka, Ukraine (projektiert 2022)

## Wirtschaft und Infrastruktur
Waldkirch besitzt eine lange industrielle und handwerkliche Vergangenheit. Die Tradition der Edelsteinschleiferei reicht bis ins Mittelalter zurück und wird heute noch von der Firma Wintermantel vertreten. Der Waldkircher Orgelbau, 1799 von Matthias Martin begründet, wurde im 19. Jahrhundert auf den Drehorgel- und Musikautomatbau ausgeweitet und genoss Weltruf bis in die 1920er Jahre. Der Orgelbau wird heute von der Firma Jäger & Brommer sowie Paul Fleck Söhne, Achim Schneider und Wolfram Stützle weiter geführt. Während der industriellen Revolution war Waldkirch – wie das gesamte Elztal – ein bekannter Standort für die Textilindustrie. Von dieser ist heute allerdings nur wenig übrig geblieben, vor allem die Firma Gütermann im benachbarten Gutach. Stark gewachsen ist dagegen nach dem Zweiten Weltkrieg die optische und elektrotechnische Industrie, vertreten durch die Firma Sick, sowie die Papierverarbeitung, vertreten durch die August Faller KG.
Im Ortsteil Buchholz wird seit 1877 erfolgreich Wein angebaut, Buchholz ist ebenso für den Anbau von Obst und Beerenfrüchten überregional bekannt. Im Ortsteil Suggental waren im Mittelalter mehrere Silberbergwerke in Betrieb (Silberbergwerk Suggental). Teile der Gruben wurden durch die Bergbauforschungsgruppe Suggental wieder freigelegt und können nach vorheriger Anmeldung besichtigt werden.
Auch der Fremdenverkehr ist ein relevanter Wirtschaftszweig. Waldkirch liegt an der Deutschen Uhrenstraße und gehört dem Netzwerk Deutsche Orgelstraße an.
Seit 30. April 2016 hat Waldkirch im Ortsteil Kollnau ein neues Freibad.
Auf dem Heiterebühl, oberhalb der Stadt gelegen, befindet sich seit 1956 die BDH-Klinik Waldkirch (vormals Bruder-Klaus-Krankenhaus) mit den Abteilungen für Innere Medizin und Unfallchirurgie, sowie seit Dezember 2020 die Lungenklinik Breisgau, die vorher in St. Blasien beheimatet war. Angeschlossen sind die Schule für Gesundheits- und Krankenpflegehilfe sowie das Nierenzentrum Emmendingen-Waldkirch.

### Verkehr

#### Bahnverkehr

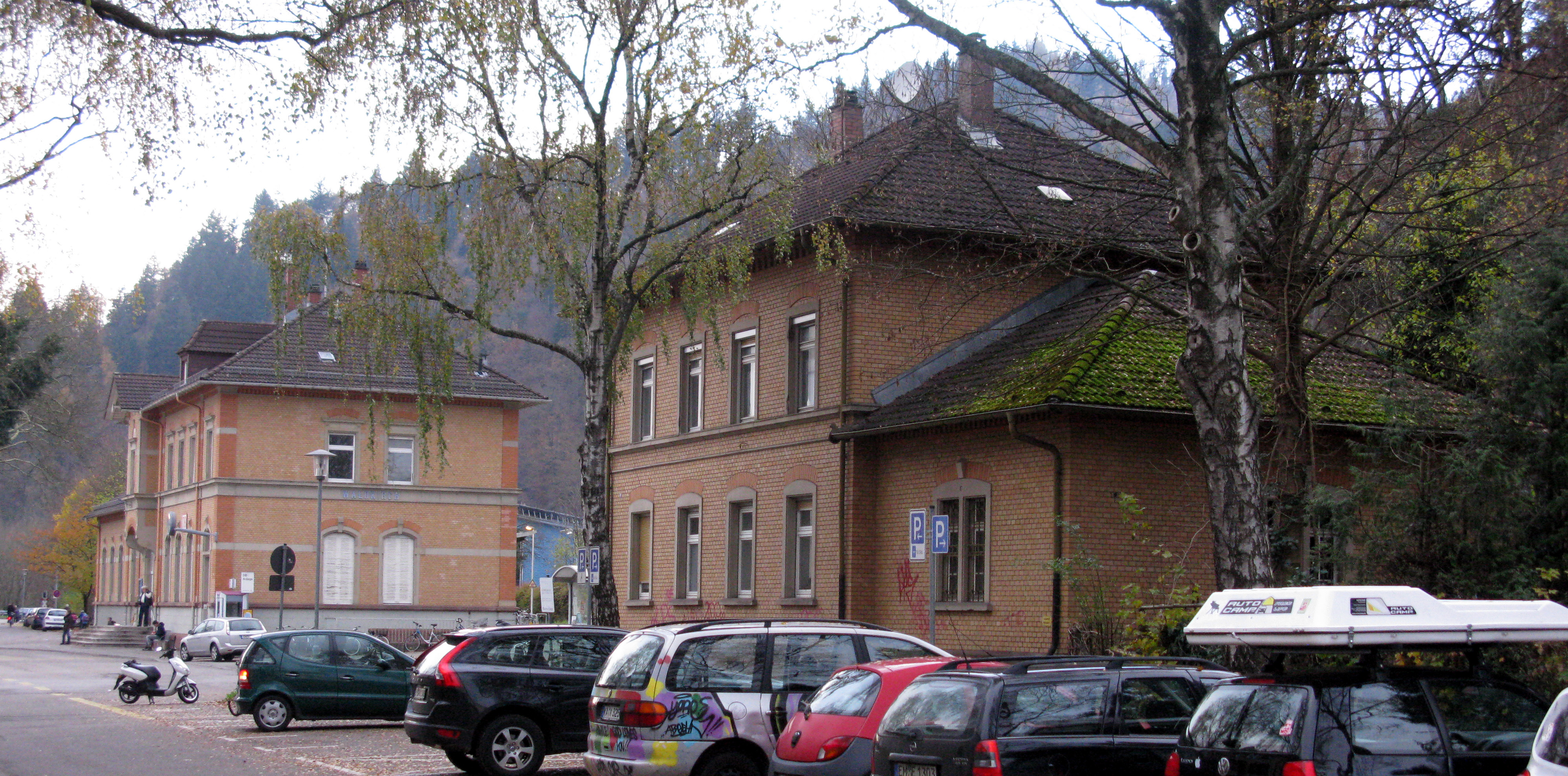
Bahnhof Waldkirch

Mit den Stationen Buchholz, Batzenhäusle, Waldkirch und Kollnau ist die Stadt über die von der SWEG bediente Elztalbahn (Freiburg im Breisgau–Elzach) im Halbstundentakt zu erreichen. Außerdem besitzt Waldkirch zwei Stadtbuslinien der SBG. Der nächste Bahnhof des Fernverkehrs ist Freiburg im Breisgau. Waldkirch gehört dem Regio-Verkehrsverbund Freiburg an.

#### Radverkehr
Durch Alltagsrouten aus dem Radnetz Baden-Württemberg ist Waldkirch
- an Denzlingen vorbei und über Gundelfingen mit Freiburg,
- über Sexau mit Emmendingen und
- über Gutach im Breisgau und Winden im Elztal mit Elzach verbunden. An letzterer Route fehlt noch die Weiterführung („Zielnetz“) nach Haslach im Kinzigtal.

In Planung ist die Errichtung des Radschnellweges RS 6 nach Freiburg über den Ortsteil Suggental und Gundelfingen mit Anschluss nach Denzlingen. 
Im Jahr 2022 wurde ein Radverkehrskonzept verabschiedet, das die Grundlage für einen Umbau in eine fahrradgerechte Stadt darstellen soll. In dessen Zuge soll Ende 2023 jeweils eine kleine Fahrradzone in Waldkirch, Buchholz und Kollnau entstehen, in denen der Radverkehr Vorrang vor dem Kfz-Verkehr haben soll.
Der Europäische Radwanderweg von Villé im Elsass in die Partnerstadt Elzach verbindet Waldkirch mit den Ortsteilen Buchholz und Kollnau und den Nachbargemeinden Sexau und Gutach sowie der Kreisstadt Emmendingen.
Waldkirch ist Mitglied der AGFK (Arbeitsgemeinschaft Fahrrad- und Fußverkehrsfreundlicher Kommunen) in Baden-Württemberg.

#### Fernstraßen
Waldkirch liegt an der Bundesstraße 294 (Bretten–Freiburg im Breisgau), die die Stadt südlich im Hugenwaldtunnel umführt. Am nordöstlichen Stadtrand beginnt die Kandelstraße, die seit den frühen 1930er-Jahren die Stadt mit dem Kandel verbindet und in den 1950er-Jahren nach St. Peter weitergeführt wurde.

#### Luftverkehr
Die nächsten internationalen Flughäfen sind Basel-Mülhausen, Zürich, Frankfurt, Stuttgart, Karlsruhe/Baden-Baden und Straßburg.

### Ansässige Unternehmen

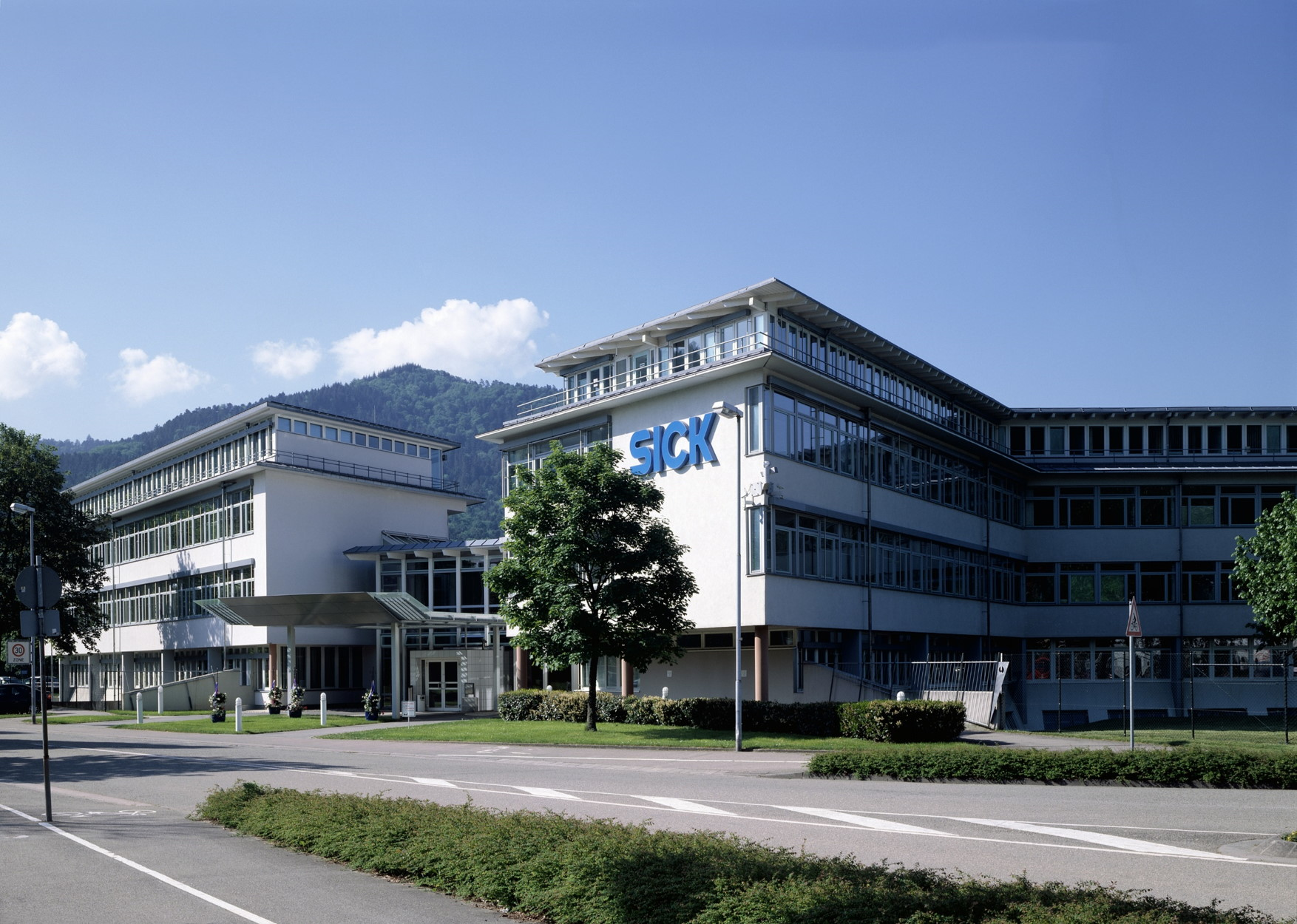
Hauptsitz der Sick AG

Einige Waldkircher Unternehmen sind weit über den lokalen und regionalen Rahmen hinaus bekannt, einzelne sind weltweit tätig oder sogar Weltmarktführer auf ihrem Gebiet.
Den Orgelbau betreiben in Waldkirch vier Firmen, darunter Waldkircher Orgelbau Jäger & Brommer.
Mack Rides ist ein seit 1780 in Waldkirch bestehendes Familienunternehmen, das heute einer der führenden Hersteller von Freizeitparkattraktionen ist. Aus dem damaligen Ausstellungspark ist der heutige Europa-Park in Rust hervorgegangen.
Die in Waldkirch ansässige Sick AG stellt Sensorik und optische Geräte für die Industrie her.
Das ortsansässige Unternehmen Ganter Interior ist im Bereich Laden- und Innenausbau weltweit tätig.
Die August Faller KG ist ein 1882 gegründetes Familienunternehmen mit Hauptsitz in Waldkirch. Es gehört im deutschsprachigen Raum zu den Marktführern für pharmazeutische Sekundärpackmittel.

### Gerichte und Behörden
In Waldkirch gibt es ein Amtsgericht Waldkirch, das zum Landgerichtsbezirk Freiburg im Breisgau und zum OLG-Bezirk Karlsruhe gehört, sowie ein Notariat, das für die Gemeinden des Elztals zuständig ist. Das ehemalige Gerichtsgefängnis neben dem Amtsgericht fungierte als Außenstelle der JVA Freiburg. Hier waren Häftlinge untergebracht, die sich im offenen Vollzug befanden. Nach dessen Schließung wird es als Bürokomplex genutzt. Die Stadt war bis 2007 auch Sitz des Dekanats Waldkirch des Erzbistums Freiburg.

### Bildungseinrichtungen
Neben dem Geschwister-Scholl-Gymnasium bestehen in Waldkirch die Realschule Kollnau, die Grundschule Schwarzenbergschule, die Grund- und Gemeinschaftsschule Kastelbergschule, die als Ganztagsschule betrieben wird, die Grundschule Buchholz (bis 2014 Grund- und Hauptschule), Grundschule am Kohlenbach in Kollnau (bis 2016 Grund- und Hauptschule mit Werkrealschule), das SBBZ Sehen St. Michael und das Berufliche Schulzentrum Waldkirch. Eine weitere wichtige Bildungseinrichtung ist die Städtische Musikschule, die 1741 gegründet wurde und damit die älteste kommunale Musikschule Deutschlands ist. In privater Trägerschaft gibt es außerdem die Freie Schule Elztal.

## Kultur und Sehenswürdigkeiten

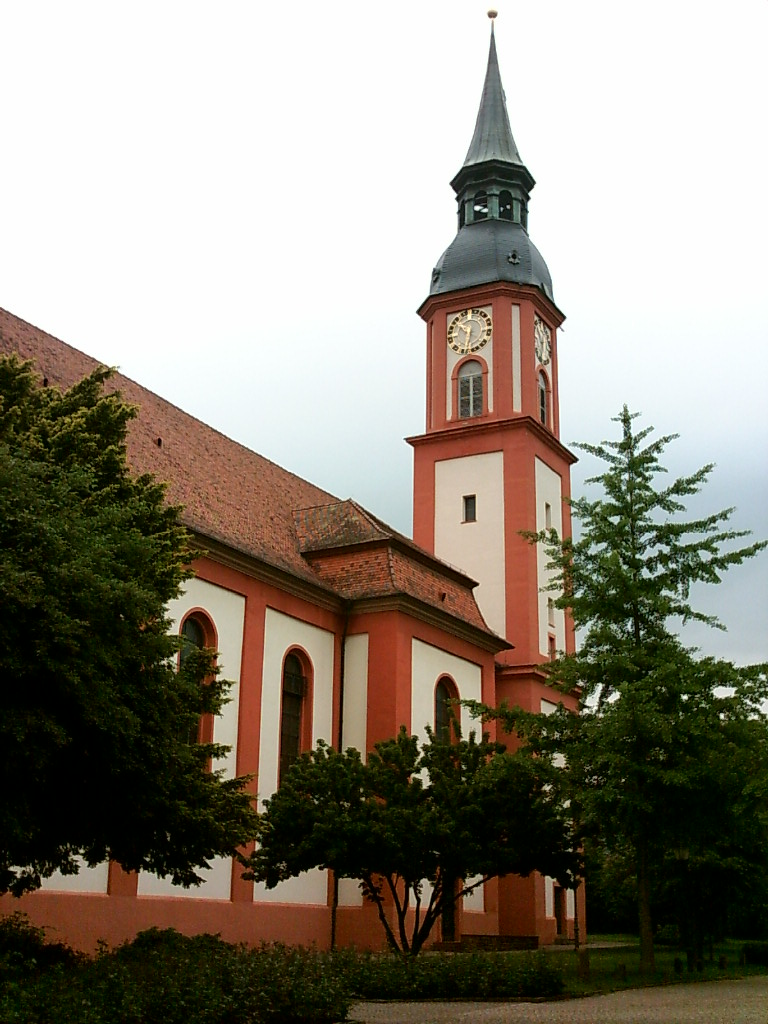
Stadtkirche St. Margarethen

Waldkirch liegt an der Deutschen Uhrenstraße, die an vielen Ausstellungsorten historischer Uhren und Uhrenfabriken vorbeiführt.
Die Stadt ist Mitglied der Cittàslow, einer 1999 in Italien gegründeten Bewegung zur Entschleunigung und Erhöhung der Lebensqualität in Städten.

### Bauwerke

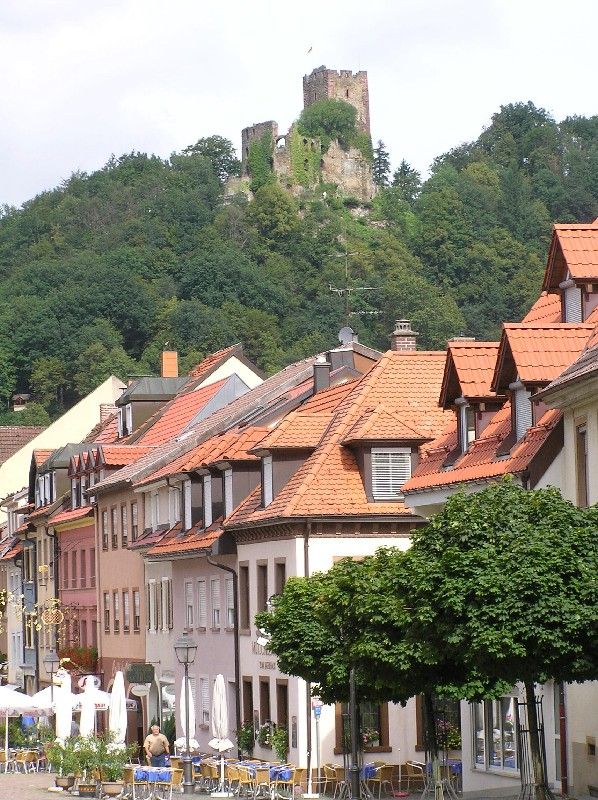
Häuserzeile unterhalb der Kastelburg

- Die Stadtkapelle Unserer lieben Frau ist das wohl älteste noch erhaltene Gebäude der Stadt. Der Bau geht auf das Jahr 1336 zurück und wurde von den Bürgern der Stadt errichtet, um zum Gottesdienst nicht in die damals außerhalb der Stadtmauern gelegene „Leutkirche“ St. Walburga gehen zu müssen, was im Winter beschwerlich und in Kriegszeiten auch gefährlich war.

Die Kapelle wurde 1931 umgebaut und um den Chor erweitert, in dem der barocke Hochaltar aufgestellt ist. Die Seitenfiguren dieses Altars werden Christian Wentzinger zugeschrieben.
In der Kirche befinden sich Kreuzwegbilder, die im Jahr 1938 von Georg Scholz geschaffen wurden, der nach Ende des Zweiten Weltkriegs kurz auch Bürgermeister der Stadt war, bevor er verstarb. Die Orgel wurde 1894 von der Orgelbauerwerkstatt Anton Kiene aus Waldkirch erbaut und ersetzte ein Instrument aus dem Jahr 1844.
- Die katholische Stadtkirche St. Margarethen (ehemalige Stiftskirche des gleichnamigen Kollegiatstifts), 1732–1734 vom Vorarlberger Barockbaumeister Peter Thumb erbaut mit bedeutender Walcker-Orgel aus dem Jahr 1869,[24]
- Kirchplatz mit vollständig erhaltenem Ensemble barocker ehemaliger Kanonikerhäuser des Kollegiatstifts St. Margarethen
- Marktplatz mit historischer Bebauung, siehe Rathaus (Waldkirch)
- Ruine der Kastelburg
- Ruine der Schwarzenburg
- Schloss Buchholz[25]

### Museen
In dem im barocken ehemaligen Propsteigebäude untergebrachten Elztalmuseum, Kirchplatz 14, werden neben regionaler Volkskunst und historischen Dokumenten bedeutende Beispiele des Waldkircher Drehorgel- und Musikautomatenbaus ausgestellt. Letztere zeigt auch der Orgelbauersaal, Am Gewerbekanal 1, der von der Waldkircher Orgelstiftung betrieben wird.

### Weitere Sehenswürdigkeiten
- Die unter Denkmalschutz stehende Edelsteinschleiferei Wintermantel ist eine der größten und ältesten im Original erhaltenen und noch in Betrieb befindlichen handwerklichen Edelsteinschleifereien in Deutschland, letzte verbliebene Vertreterin einer bedeutenden Handwerkstradition im Breisgau.
- Der Schwarzwaldzoo in direkter Nachbarschaft der Freizeitanlagen des Stadtrainsees ist eine Attraktion für Kinder und Familien.
- Das mittelalterliche Silberbergwerk Suggental bietet nach Vereinbarung Führungen an.
- Der Baumkronenweg.

### Regelmäßige Veranstaltungen
Alle drei Jahre findet das Waldkircher Orgelfest statt. Im selben Intervall findet im Juli das historische Marktplatzfest in Waldkirch statt.
Außerdem wird in Waldkirch die Tradition der schwäbisch-alemannischen Fastnacht gepflegt.
Die Narrenzunft „Krakeelia“ Waldkirch zählt zu den ältesten der Region.
Am „Schmutzige Dunschdig“ (Schmutziger Donnerstag) findet traditionell die Fasnetseröffnung mit anschließendem Hemdglunkerumzug statt. Zwei Tage später, am Fastnachtssamstag, findet der Hexensabbat der Kandelhexen statt. Weiterhin findet am Fastnachtssonntag der Fasnets-Umzug durch die Stadt statt. Am Rosenmontag gibt es die traditionelle Elfimess für Männer. Zu den Bräuchen der Fasnet in Waldkirch gehört zudem das „Kläppere“, bei dem mit zwei „Kläpperli“ durch rhythmisches Aneinanderschlagen Musik gemacht wird.
Regelmäßige Kulturveranstaltungen im AJZ Waldkirch e. V. sowie beim kommunalen Kino der „Klappe 11“.

### Sport
Der SV Waldkirch ist der größte Sportverein der Stadt. Die erste Herrenfußball-Mannschaft wurde 1969 und 1970 südbadischer Meister sowie 1972 und 2014 südbadischer Pokalsieger. Die Fußballabteilung ist seit 2016 als FC Waldkirch eigenständig.
Wintersportler kommen an den Liften des Hausbergs Kandel auf ihre Kosten. Besonders anspruchsvoll ist hier die Teiltalabfahrt „Nordhang“.

## Persönlichkeiten

### Ehrenbürger
- Maria Luise Frick[26] (1926–2018), Ehrenbürgerwürde 1992

### Söhne und Töchter der Stadt
- Balthasar Merklin (≈1479–1531), Propst des Stiftes in Waldkirch, kaiserlicher Rat, Reichsvizekanzler sowie Bischof von Hildesheim und Konstanz
- Ursula Gatter († August 1603), Wäscherin und Mutter von Agatha Gatter (* um 1589; † unbekannt), beide Opfer der Hexenverfolgungen in Freiburg
- Franz Anton von Blanc (1734–1806), Hofrat und Stadthauptmann in Konstanz
- Leopold Haefelin (1792–1872), Verwaltungsbeamter
- Franz von Zwerger (1792–1856), Jurist, Unternehmer, Politiker (Zentrum), Stadtschultheiß der Stadt Ravensburg von 1821 bis 1856 und Abgeordneter im Württembergischen Landtag von 1831 bis 1844
- Franz Xaver Fernbach (1793–1851), Kunstmaler und Maltechniker
- Ernst Friedrich Diez (1805–1892), Schauspieler und Opernsänger
- Gustav Rée (1810–1869), badischer Politiker
- Xaver Weiss (1811–1898), badischer Oberamtmann
- Franz Ludwig Meyr (1826–1907), Reichstags- und Landtagsabgeordneter
- August Joos (1833–1909), badischer Verwaltungsjurist und Landtagsabgeordneter
- Albert Koebele (1853–1924), Insektenkundler und Pionier der Biologischen Schädlingsbekämpfung
- Ernst Behr (1854–1923), Verwaltungsbeamter und -richter
- Hermann Koelblin (1873–1943), Verleger und badischer Landtagsabgeordneter (1919–21)
- Walter Gross (1878–1933), Pathologe
- Heinrich Baumer (1891–1962), Lokalpolitiker (Zentrum, CDU), Widerstandskämpfer gegen den Nationalsozialismus, Mitglied des Kreistags und des Badischen Landtags (1947–52)
- Rudolf Amendt (1895–1987), deutsch-amerikanischer Schauspieler
- Max Barth (1896–1970), Pädagoge, politischer Journalist, Lyriker
- Hans Reiner (1896–1991), Philosoph
- Paul Mauk (1900–1915), Soldat im 5. Badischen Inf. Rgt. 113, gefallen auf der Lorettohöhe/Frankreich als jüngster deutscher Soldat des Ersten Weltkrieges[27]
- Alfred Riedel (1906–1969), Buchillustrator, Lithograf und Schriftgrafiker
- Max Springweiler (1906–1994), Feinmechaniker, Bordfunker, Pilot, Leiter einer Fluggesellschaft und Publizist
- Hanns von Hofer (1907–1945), Verwaltungsjurist und Landrat
- Hermann Rambach (1908–1992), Heimatforscher
- Arthur Fauser (1911–1990), bildender Künstler des 20. Jahrhunderts
- Rudolf Paul Klare (1913–1945), Jurist, Mitarbeiter des Deutschen Nachrichtenbüros, Mitglied der SS, Mitarbeiter des Sicherheitsdienstes
- Traugott Hungerbühler (1918–2007), Politiker
- Franz Mack (1921–2010), Unternehmer
- Albert Burger (1925–1981), Verwaltungsbeamter und Politiker (CDU), MdL in BW (1964–65), MdB (1965–81)
- Alois Schätzle (1925–2022), Politiker (CDU), MdL in BW (1971–88)
- Hubert Burger (* 1936), Fußballspieler
- Hanspeter Oschwald (1943–2015), Journalist und Sachbuchautor
- Rudi Maier (1945–2017), Fechter
- Manfred Beckmann (* 1957), Fechter und Trainer
- Axel Nitz (* 1957), Komponist, Jazzmusiker und Theaterregisseur
- Klaus Jäckle (* 1963), Gitarrist, Komponist und Arrangeur in den Bereichen Klassik, Pop und Rock
- Tobias Hiller (1966–2010), Chorleiter, Dirigent und Komponist
- Esther Weber (* 1967), Rollstuhl-Fechterin, Paralympics-Olympiasiegerin
- Tobias B. Huber (* 1971), Nephrologe und Internist, Hochschullehrer
- Jo Hiller (* 1974), Fernsehmoderator und Journalist
- Michael Schmieder (* 1977), parteiloser Politiker, Oberbürgermeister von Waldkirch
- Magic Man, geb. Willi Auerbach (* 1980), Zauberkünstler, Illusionist und Zaubertrickentwickler
- Friedemann Karig (* 1982), Autor, Journalist und Moderator
- Philip Rießle (* 1988), Eishockeyspieler
- Daniel Schwaab (* 1988), Fußballspieler

### Persönlichkeiten mit Bezug zu Waldkirch
- Johann Michael Winterhalder (1706–1759), Künstler des Barock aus der Bildhauersippe Winterhalder; Werke in St. Margarethen
- Felizian Geissinger (1740–1806), katholischer Landpfarrer in Buchholz und Lokalhistoriker
- Mathias Martin (1765–1825), badischer Orgelbauer, Begründer der Waldkircher Orgelbautradition
- Ignaz Bruder (1780–1845), Orgelbauer, Gründer einer Musikwerkmacher-Dynastie
- Jonas Dieterle (1845–1926), Pfarrer und Mitglied der Badischen Ständeversammlung
- Karl Jäger (1888–1959), ab dem dritten Lebensjahr in Waldkirch aufgewachsen, 1923 Gründer der NSDAP-Ortsgruppe Waldkirch-Breisach, SS-Funktionär in der Zeit des Nationalsozialismus und Täter des Holocaust in Litauen mit der Ermordung von nach seinen Angaben 138.212 Juden. Vor einem ihm drohenden Gerichtsverfahren beging Jäger 1959 im Gefängnis Hohenasperg Suizid.
- Georg Scholz (1890–1945), von den Nazis als „entartet“ verfemter Maler und Grafiker
- Josef Schröder-Schoenenberg (1896–1948), bildender Künstler; Schöpfer zweier programmatischer Wandgemälde im Rathaus Waldkirch
- Max Kellmayer (1901–1971), Kaufmann und Politiker; in der Zeit des Nationalsozialismus Bürgermeister von Waldkirch (1933–45)
- Eva-Maria Voigt (1921–2013), Klassische Philologin
- Wolfram Wette (* 1940), Historiker und Stadtrat
- Elvira Drobinski-Weiß (* 1951), Politikerin (SPD); Rektorin an der Grund- und Hauptschule mit Werkrealschule Kollnau
- Alexander Schoch (* 1954), Politiker (B’90/Grüne), MdL; Stadtrat in Waldkirch
- Peter Weiß (* 1956), Politiker (CDU), MdB; Stadtrat in Waldkirch
- Marc Schütrumpf (* 1972), Regisseur und Filmproduzent
- Benno Stieber (* 1972), Journalist und Autor
- Sven Tritschler (* 1981), Politiker (AfD), aufgewachsen in Waldkirch